# Lira (constelație)

Lira (din elinul λύρα) este o constelație mică situată în emisfera boreală. 

## Descriere și localizare

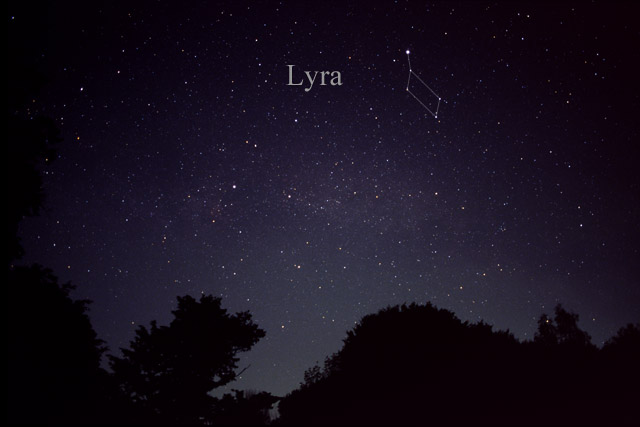
Constelația Lira văzută cu ochiul liber. Pentru identificarea mai ușoară au fost trasate linii între stele.

Este cunoscută și ca Oierul sau Ciobanul-cu-oile. Steaua sa principală, Vega (α Lyr), constituind unul din colțurile asterismului Triunghiului de Vară, este una dintre cele mai luminoase stele de pe cerul înstelat. Începând din nord, constelația Lira se învecinează cu Dragonul, Hercule, Vulpea și Lebăda.
Lira este vizibilă din emisfera nordică, din primăvară până în toamnă, aflându-se vara la zenit în zonele temperate. Din emisfera sudică este văzută foarte jos pe cerul nordic în timpul lunilor de iarnă.

## Istorie
Lira face parte din lista celor 48 de constelații inregistrate de astronomul din secolul II e.n. Ptolemeu, și rămâne una dintre cele 88 de constelații moderne recunoscute de Uniunea Internațională de Astronomie.
In trecut , Lira era adesea reprezentată pe hărțile stelare ca o acvilă sau ca un vultur ducând o liră, fie între aripi fie în cioc. Astfel era adesea denumită Aquila Cadens (Acvila Căzătoare) sau Vultur Cadens (Vulturul Căzător).
Acum aproximativ 14.000 de ani polul nord ceresc se afla în direcția constelației Lira, steaua polară fiind în acel timp Vega care se afla foarte aproape de pol. Întreaga constelație era circumpolară pantru aproape întreaga emisfera nordică. Peste 12.000 de ani axa de rotație a Pământului va fi îndreptată din nou înspre această constelație.

## Mitologie
În mitologia greacă, Lira este asociată cu mitul lui Orfeu, muzicianul ce a fost omorât de Bacchantes. După moartea sa, lira lui a căzut într-un râu. Zeus a trimis un vultur pentru a recupera lira, de aceea, pe cerul nopții, Lira se află lângă constelația Vulturului.
Lira mai este cunoscută ca Harpa Regelui Arthur (Talyn Arthur), sau Harpa Regelui David.
A fost cunoscută de către romani ca Toba (Tympanum) și Cântecul (Canticum).
Persanul Hafiz a numit constelația Lira lui Zurah.

## Obiecte cerești

### Stele

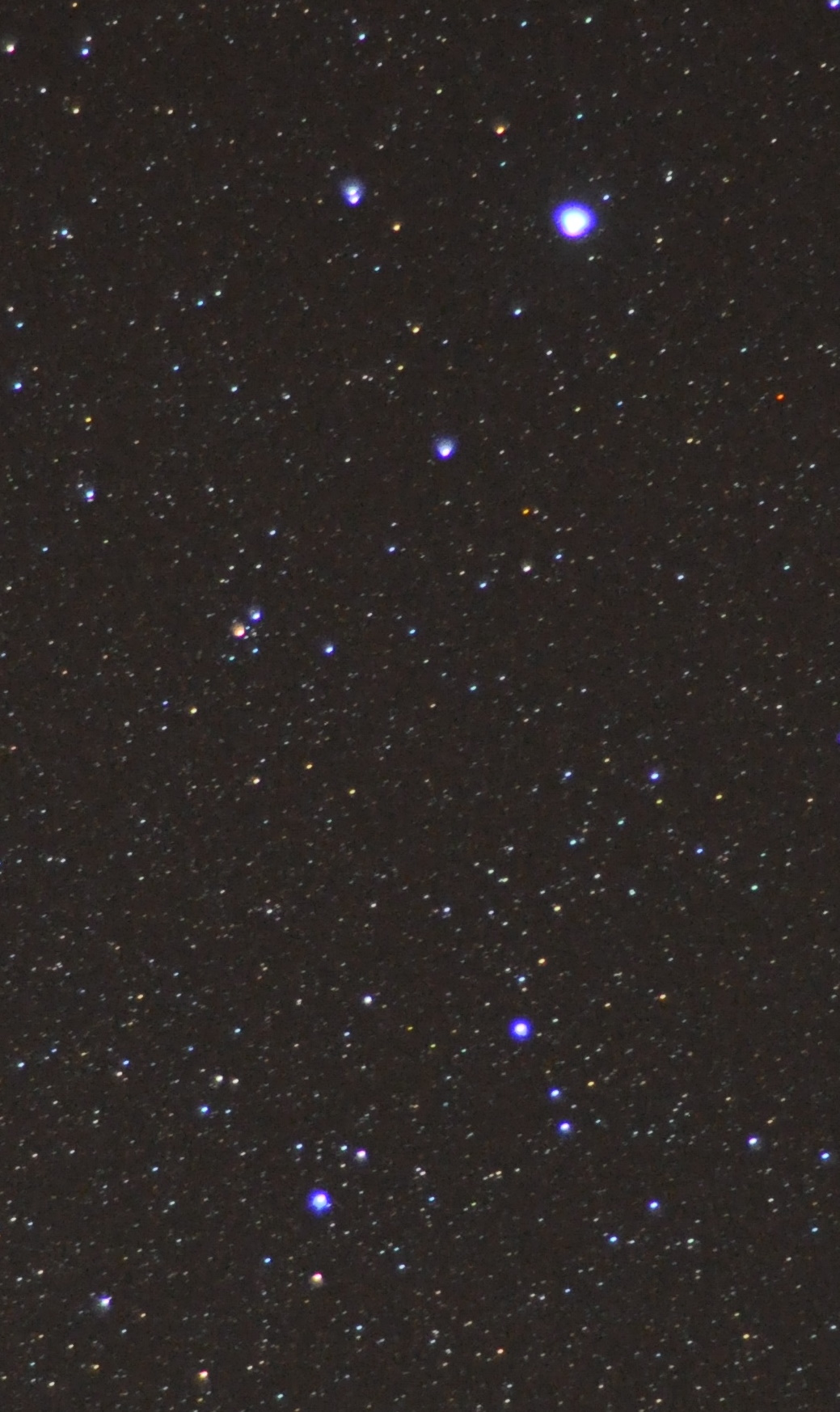
An image showing Lyra

- Vega (Alfa-Lyrae): În constelația Lirei se află una dintre cele mai studiate stele de pe cer, în afara Soarelui, și anume Vega. Aceasta este a cincea cea mai luminoasă stea de pe cer, și se află la o distanță de doar 28 de ani-lumină.
- Beta Lyrae (Sheliak): A group of eclipsing binaries is named after this variable star (3.45m, spectral class B8 II), the Beta-Lyrae-stars.
- Gama Lyrae(γ Lirae, sau Sulafat): are magnitudinea de 3.24m și clasa spectrală B9 III.
- Delta Lyrae: este o stea dublă ce constă într-o stea albastră-albă cu manitudinea de 6m și o supergigantă semi-regulară roșie.
- Epsilon Lyrae (ε Lyr): este un sistem cunoscut de stele cvadruple, denumit și Dublul Dublu, deaorece fiecare dintre cele două stele luminoase componente ale sistemului are o stea orbitantă.
- ζ Lyrae: este un alt sistem de stele duble ce poate fi văzut cu luneta.

### Stele variabile
- RR Lyrae este o stea variabilă din constelația Lira, prototipul variabilelor de tipul RR Lyrae.

### Exoplanete
Câteva exoplanete descoperite în această constelație sunt: WASP-3b, HAT-P-5b, GJ 758 b și GJ 758 c,  HD 178911 Bb, HD 177830 b, TrES-1 și HD 173416 b.
În ianuarie 2010, Misiunea Kepler a făcut publică descoperirea altor exoplanete, anume 
Kepler-7b, Kepler-8b și a trei planete în jurul stelei Kepler-9, care se așteaptă să fie primele din multele astfel de descoperiri pe care telescopul spațial Kepler le va face (o mare parte din câmpul de investigare al lui Kepler căzând în Lira). 

### Nebuloase,roiuri de stele,galaxii
În constelația Lirei pot fi găsite obiectele M56, M57, și Kuiper 90.
- M56 este un cluster globular aflat la aproximativ 32 900 ani-lumină, cu un diametru de aproximativ 85 ani-lumină. Luminozitate aparentă: 8,3m.

- M57, cunoscută și ca Nebuloasa Inel, este una dintre cele mai cunoscute nebuloase planetare. Are o magnitudine de 8,8m. Se crede că se află la 6000 sau 8000 de ani lumină față de Terra.

- Kuiper 90, cunoscută și ca 17 Lira C (Gliese 747AB), este un sistem roșu pitic aflat lângă 17 Lira, dar la 26 de ani-lumină de Soare.

- BD +36 3317 este o stea albă din tânărul roi stelar deschis Stephenson 1. Alt nume: VSX J185422.2+365107.

Coordonate:  19h 00m 00s, +40° 00′ 00″